# Dawn Primarolo
Dawn Primarolo, baronesa Primarolo (Londres, 2 de maig de 1954 -) és una política del Partit Laborista britànic que ha estat membre del parlament per la Circumscripció Bristol South des del 1987 fins al 2015, quan es va retirar. Va ser Ministra d'Estat per a la Infància, la Joventut i la Família en el Departament d'Infància, Escoles i Família entre el juny de 2009 i el maig de 2010 i ha estat vicepresidenta de la Cambra dels Comuns des del 2010. Fou nomenada Dama Comandant de l'Orde de l'Imperi Britànic (DBE) a la llista Birthday Honours del 2014 pels serveis polítics prestats. D'altra banda fou nomenada a la llista Dissolution Honours de 2015 per un parell vitalici.

## Formació
Nascuda a Londres, Primarolo va créixer a Crawley, East Sussex, on inicià els estudis a la Thomas Bennett comprehensive school. Posteriorment es formà a la Politècnica de Bristol com a comptable i en el secretariat de serveis legislatius. De tornada a Londres, el 1973 ingressà al Partit Laborista, mentre treballava com a secretària en un Centre de Dret a l'est de Londres.
Un cop casada, va viure a Bristol South on va néixer el seu fill. Posteriorment, estudià un grau en ciències socials a la Politècnica de Bristol, on va obtenir la titulació amb honors. Mentre treballava, continuà els estudis a la Universitat de Bristol, realitzà investigacions de doctorat de la dona i l'habitatge. S'involucrà a la seva comunitat local, Primarolo fou membre de diversos grups femenins, va participar activament en la Comissió d'Estupefaents, essent membre fundadora del projecte col·laboratiu de la ciutat granja de Windmill Hill i s'involucrà en el projecte pedagògic de l'escola exercint un càrrec del voluntariat.

## Carrera política
Activa al Partit Laborista local, el 1985 va ser elegida membre del County council d'Avon, on fou vicepresidenta de la Comissió d'Igualtat d'Oportunitats.

### Westminster
Primarolo fou elegida per primera vegada al Parlament a les eleccions generals de 1987, succeint a Michael Cocks com a representant de Bristol South. En el moment d'esser elegida, era considerada representant de l'esquerra radical, donava suport al desarmament nuclear unilateral, s'oposava al desplegament de tropes a Irlanda del Nord, es mostrà contrària a la primera Guerra del Golf i refusava pagar l'impost de capitació. També intentà, sense èxit, que la Unió Soviètica del Govern de Mikhail Gorbatxov rehabilités a Leon Trotsky. Per tot això encara se l'anomena sovint als mitjans de cominicació com "Red Dawn", però posteriorment es mostrà absolutament lleial al "Nou Laborisme", portant a Andrew Roth, de The Guardian, a dir que ha canviat de "Red Dawn" a "Rosy Pink"; Com a part d'aquest canvi, ha passat del suport de la Comissió d'Estupefaents, allò que originalment l'apropà a la política, a la votació per a la renovació del programa britànic Trident de defensa nuclear.

### Parlamentària
Primarolo ha ocupat els següents càrrecs:
- 1992-1994: portaveu de l'oposició de la Salut
- 1994-1997: portaveu de l'oposició del Tresor
- 1997-1999: Secretaria Financera del Tresor
- 1999-2007: Tresorera General
- 2007-2009: Secretaria d'Estat de Salut Pública
- 2009-2010: ministra de la Infància i la Joventut de l'Estat

Malgrat les campanyes en contra de la primera Guerra del Golf el 1991, va votar a favor de la guerra de l'Iraq el 2003 i en contra de qualsevol investigació posterior sobre la invasió. En altres "qüestions clau" (com es descriu a la pàgina web TheyWorkForYou), ha votat a favor dels documents d'identitat i per l'augment de les taxes universitàries.
Com Tresorera General, Primarolo fou la responsable de l'administració del sistema de crèdits fiscals, amb la intenció de proporcionar a les famílies d'ingressos baixos suport financer. No obstant això, l'administració d'aquest sistema va rebre fortes crítiques, amb acusacions de greuge comparatiu d'algunes famílies respecte d'altres. El 2003, un membre del Comitè Selecte del Tresor la va acusar d'haver perdut el control del departament després que es va saber que els edificis de l'agència tributària Inland Revenue havien estat venuts a empreses a paradisos fiscals. Això succeïa poc després que ella havia insistit que el règim de crèdits a les famílies amb nens eren un èxit, tot i que el personal d'Hisenda sortint estava en protesta per la pressió a què estaven sotmesos.
El 2005, el primer ministre Tony Blair es va veure obligat a demanar disculpes després que un informe del Defensor del Poble acusava Primarolo de no haver donat al Parlament informació precisa. Simultàniament, Primarolo va admetre que ella havia estat plenament conscient de la magnitud dels problemes.
Com a Secretaria d'Estat de Salut Pública va ser responsable de millorar la salut i les qüestions de protecció de la salut incloent àrees com el tabac, l'obesitat, les drogues i la salut sexual, així com dels negocis internacionals, la farmàcia i la recerca i el desenvolupament.
El 5 de juny de 2009, Primarolo canvià de càrrec de nou, aquest cop succeint a Beverley Hughes com a Ministre d'Estat per a la Infància, la Joventut i la Família en el Departament de Nens, Escoles i Famílies. Això li va donar el dret d'assistir al gabinet governat per Gordon Brown quan les seves responsabilitats estaven a l'ordre del dia.
Primarolo ha estat qüestionada com a ministra, l'exprimer ministre Tony Blair revela a l'autobiografia A Journey que ell no creia que fos apta per al govern, però li va haver d'oferir aquell càrrec perquè era una de les principals aliades de Gordon Brown; el comentarista polític Danny Finkelstein defensa que ella era l'aspirant núm. 1 per al títol de la pitjor ministra de Treball.

## Presidència de la Cambra dels Comuns
Primarolo s'afegí a l'anomenat govern a l'ombra com a Ministra a l'Ombra dels Nens quan els laboristes passaren a l'oposició el maig de 2010. Al setembre de 2010 fou nomenada vicepresidenta de la Cambra dels Comuns. Al novembre de 2011 va anunciar la voluntat de retirar-se del Parlament en les pròximes eleccions generals.

## Vida Personal
Primarolo es casà amb Ian Ducat secretari regional d'UNISON a Bristol el 1990. El 13 de maig de 2007, es va al·legar que  John Reid assetjà sexualment a Primarolo durant els seus primers anys al Parlament.